# Leioscyta nitida
Leioscyta nitida är en insektsart som beskrevs av Fowler. Leioscyta nitida ingår i släktet Leioscyta och familjen hornstritar. Inga underarter finns listade i Catalogue of Life.